# Liste der Bodendenkmäler in Breitenthal (Schwaben)
Auf dieser Seite sind die Bodendenkmäler in der schwäbischen Gemeinde Breitenthal zusammengestellt. Diese Tabelle ist eine Teilliste der Liste der Bodendenkmäler in Bayern. Grundlage ist die Bayerische Denkmalliste, die auf Basis des Bayerischen Denkmalschutzgesetzes vom 1. Oktober 1973 erstmals erstellt wurde und seither durch das Bayerische Landesamt für Denkmalpflege geführt wird. Die folgenden Angaben ersetzen nicht die rechtsverbindliche Auskunft der Denkmalschutzbehörde.

## Bodendenkmäler in der GemarkungBreitenthal
- Spuren mittelalterlicher Vorgängerbauten der bestehenden Pfarrkirche Heilig Kreuz;
- Untertägige mittelalterliche und neuzeitliche Siedlungsreste im Bereich des alten Ortskerns von Breitenthal;
- Viereckschanze der jüngeren Latènezeit, 1600 m nordwestlich der Breitenthaler Kirche in den Fluren „Am Schanzgraben“ und „Bauernschanze“ an der Straße, die die Staatsstraßen 2018 (Krumbach – Illertissen) und 2019 (Krumbach – Weißenhorn) miteinander verbindet; Größe: 100 auf 110 m; heute eingeebnet, aber in Luftbildern noch erkennbar; war möglicherweise Fundort römischer Münzen;
- Siedlungsspuren unbekannter Zeitstellung, 1500 m westlich der Breitenthaler Kirche in der Flur „Oberer Steinbach“;
- Glashütte (von 1680 bis 1705 in Betrieb), 800 m nordnordwestlich des Glaserhofs in der Flur „Glaserhofäcker“;
- Gewässerfunde aus der Latènezeit an der südlichen Ecke des Oberrieder Weihers;

## Bodendenkmäler in der Gemarkung Nattenhausen
- Spuren mittelalterlicher Vorgängerbauten der bestehenden Pfarrkirche St. Laurentius;
- Untertägige mittelalterliche und neuzeitliche Siedlungsreste im Bereich des alten Ortskerns von Nattenhausen;
- Mittelalterlicher Turmhügel, 180 m nordöstlich der Nattenhauser Kirche in der Flur „Schloßberg“; heute Standort einer Kapelle (Kriegergedächtnisstätte) und eines Kreuzwegs;
- Frühbronzezeitliche Funde von Bronzegegenständen, 270 m ostnordöstlich der Nattenhauser Kirche in der Flur „Winterhalde“;
- Siedlungsspuren des Neolithikums und der Bronze- und Urnenfelderzeit, am südöstlichen Ortsrand von Nattenhausen in der Flur „Auf dem Berg“;